# お前には苦労をかけるが
『お前には苦労をかけるが』（おまえにはくろうをかけるが、西: Tu que no puedes, 英: Thou who canst not）あるいは『お前にはかつげまいて』（おまえにはかつげまいて）は、フランシスコ・デ・ゴヤが1797年から1799年に制作した銅版画である。エッチング。80点の銅版画で構成された版画集《ロス・カプリーチョス》（Los Caprichos, 「気まぐれ」の意）の第42番として描かれた。《ロス・カプリーチョス》は《戦争の惨禍》（Los desastres de la guerra）、《闘牛技》（La Tauromaquia）、《妄》（Los disparates）と並ぶゴヤの四大版画集の1つで、1799年に出版された初版は辛辣な社会批判を含んでいたため、おそらく異端審問所の圧力を受け、わずか27部を売っただけで販売中止となった。本作品は《ロス・カプリーチョス》の第37番から第42番まである6点のロバをモチーフに描いた小連作のうち最後のものである。マドリードのプラド美術館に準備素描が所蔵されている。

## 作品

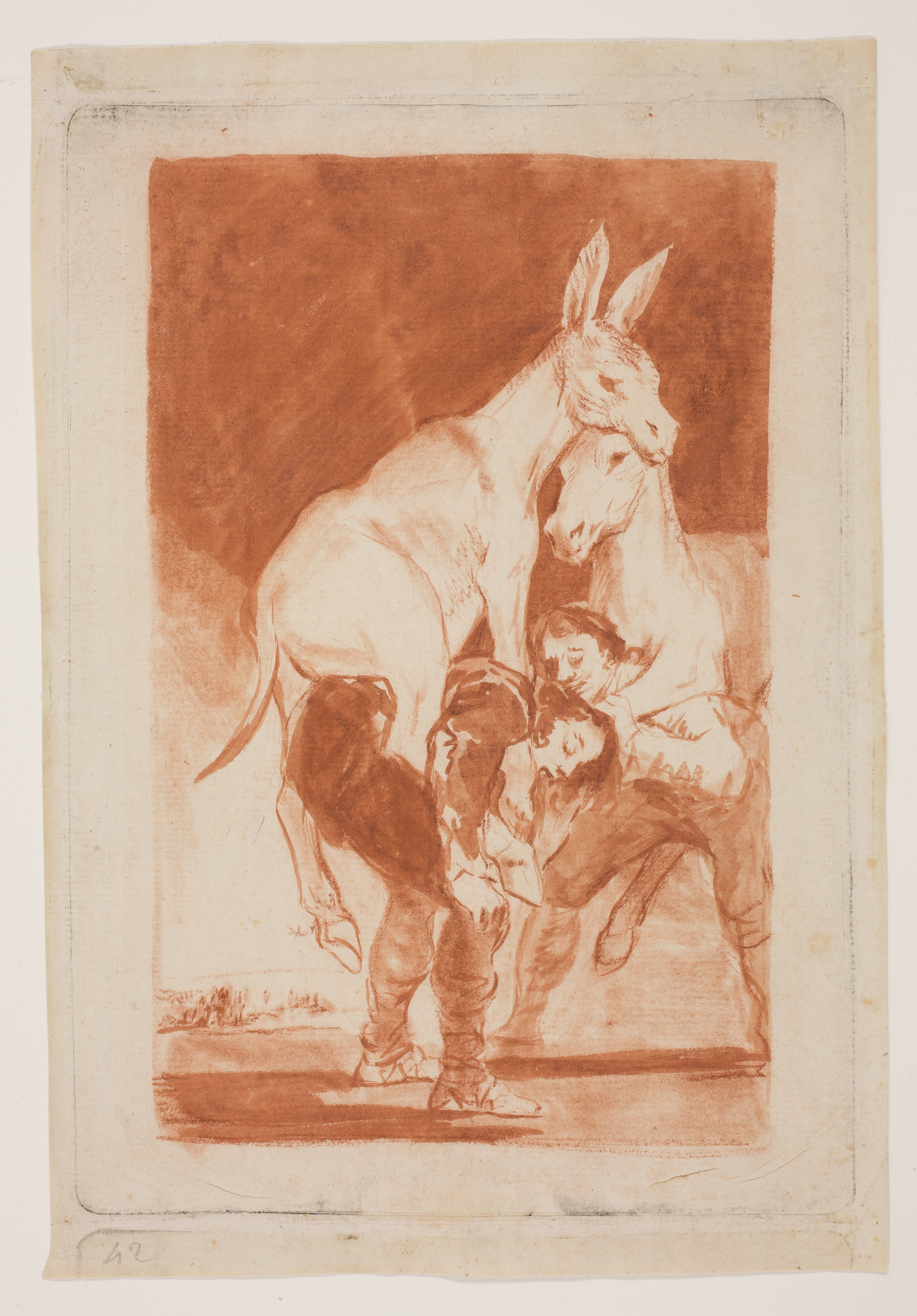
準備素描。1797年から1798年頃。プラド美術館所蔵。

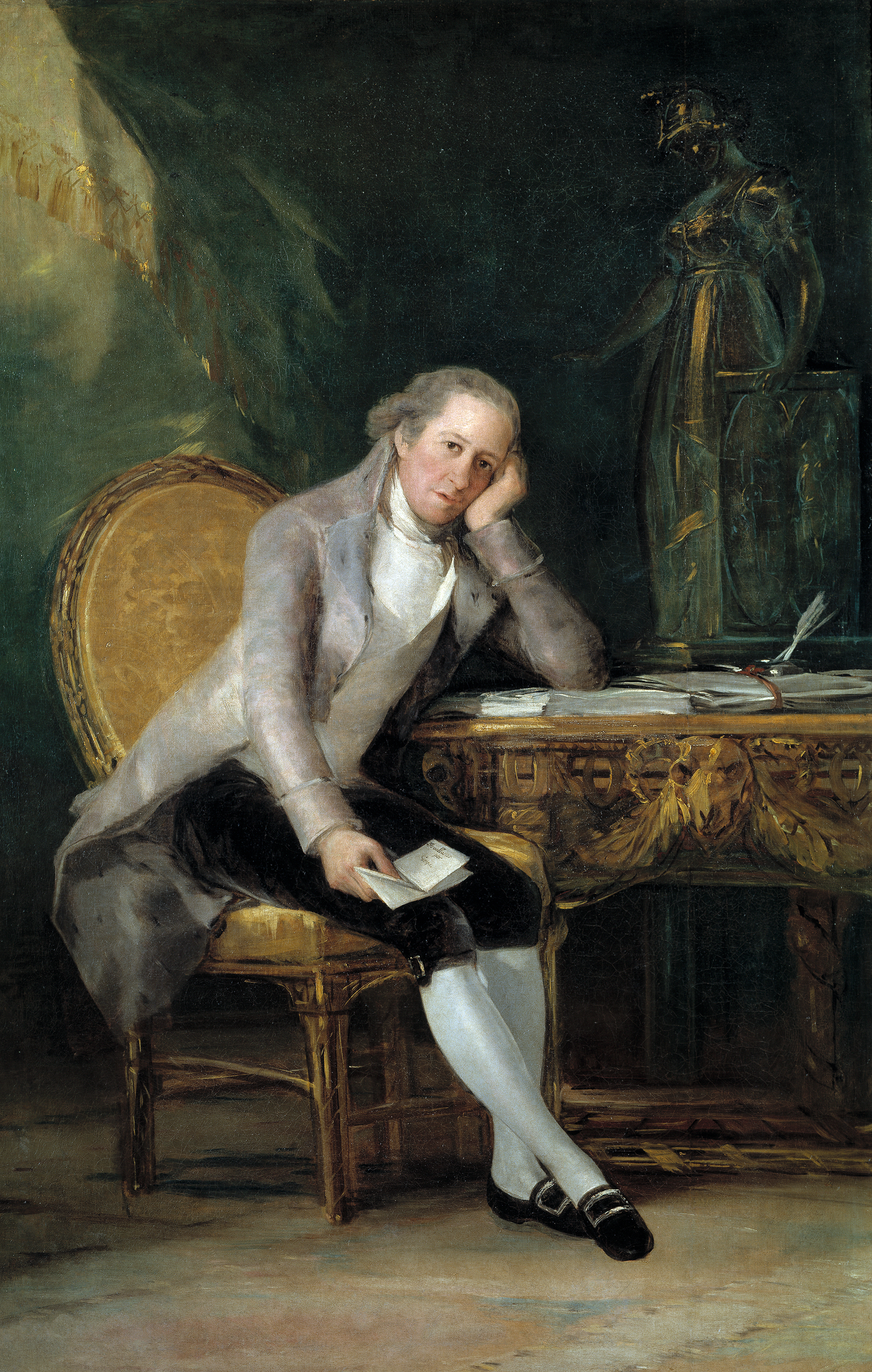
ゴヤの『ガスパール・メルチョール・デ・ホベリャーノスの肖像』。1798年。同美術館所蔵。

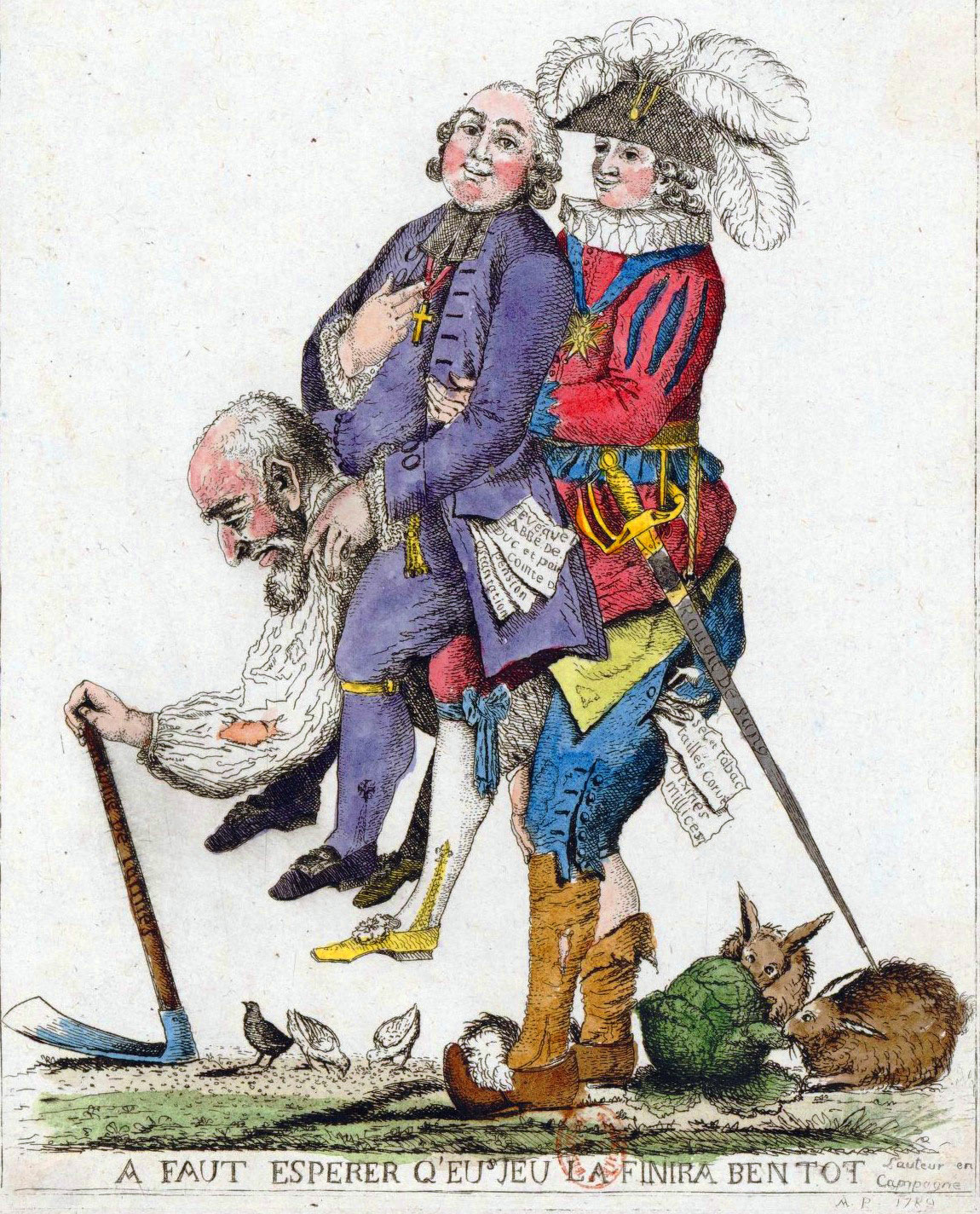
フランスの風刺画の1例。平民の背に乗る教会の聖職者や貴族が描かれている。1789年。

荒涼とした平野で2人の農夫が立派な体格のロバを背負っている。農夫たちの背中はロバの重さに耐えかねて曲がり、落胆と疲労の表情を浮かべながら身動きできずに立ち尽くしている。しかしロバたちに農夫たちの苦しみを気にかける様子はない。それどころか、ロバは読者のほうに頭を向け、ニヤリと笑っているように見える。ここではロバと農夫はその役割を交代しており、それまでロバの背負っていたものすべてが農夫の背に伸し掛かっている。この2頭のロバは、農民に課せられた重税の上に胡坐をかいている貴族と聖職者を表しており、ロバの左後足の足首につけられた拍車は彼らの情け容赦ない搾取を象徴している。
本作品について、スペイン国立図書館の原稿ははっきり「社会の貧しく有用な階級とは、ロバを寝床まで運ぶ人々、または国家の貢献の重荷を全て背負う人々である」と説明している。
本作品の意図は「お前には苦労をかけるが」（Tu que no puedes）という題名にも明確に表れている。これは立場の弱い者に無理を強いることを意味するスペイン語の慣用句「お前には苦労をかけるが、私を背負っておくれ」（Tú que no puedes, debes llevarme en tu espalda）の前半部分を題名としたものだからである。
スペイン国立図書館の原稿の説明は、政治家、哲学者のガスパール・メルチョール・デ・ホベリャーノスが1795年に発表した『農地法に関する報告書』の一節と結びついていることが指摘されている。ホベリャーノスは重税に苦しむ農民の窮状の改善を次のように訴えている。「聖職者と貴族に加え、より尊敬に値しない階級さえも免除されている租税と種々の義務が、彼ら農民の一層の負担となり、彼らの境遇がさらに悲惨なものになるのは、もう沢山ではないか。（中略）異端審問の法官から同信会や托鉢修道会の参事までもが、この不当にして恥ずべき免税の恩恵をせしめた結果、国家の最も重要にして尊ぶべき階級は、ますます重い荷を背負わされている」。
一方、ロバを背負う人間の図像は世界の様々な事象を逆転させて描いた民衆版画の類型的な図像のひとつである。18世紀末の革命前夜のフランスでは、この図像を翻案してアンシャン・レジーム（旧体制）を糾弾した民衆版画が出版されていた。この出版物はスペインでも知られており、ゴヤがここから着想を得た可能性も指摘されている。
他にはこの図像は『イソップ童話』の「粉ひきと息子とロバ」に由来しているとする説もある。
ロバの小連作の中で、本作品がその最後を飾っている点にゴヤの意図が隠されていると指摘されている。これ以前の5点の連作を通じて、読者は人間の服を着たロバの愚行を嘲笑することができたが、この作品では読者は逆に愚かな人間の背に乗ったロバから冷笑を浴びせられる。それまで描かれてきたロバは批判的精神によって動物化された人間なのであって、笑われていたのはむしろ自分たちであることに気づかなかった読者への痛烈な批判となっている。なお、この直後の第43番に最も有名な「理性の眠りは怪物を生む」（El sueño de la razón produce monstruos）が配置されている。

## 来歴
プラド美術館所蔵の《ロス・カプリーチョス》の準備素描は、ゴヤが死去すると息子フランシスコ・ハビエル・ゴヤ・イ・バエウ（Francisco Javier Goya y Bayeu）、さらに孫のマリアーノ・デ・ゴヤ（Mariano de Goya）に相続された。スペイン女王イサベル2世の宮廷画家で、ゴヤの素描や版画の収集家であったバレンティン・カルデレラは、1861年頃にマリアーノから準備素描を入手した。1880年に所有者が死去すると、甥のマリアーノ・カルデレラ（Mariano Carderera）に相続され、1886年11月12日の王命によりプラド美術館によって購入された。

## ギャラリー
他のロバの小連作

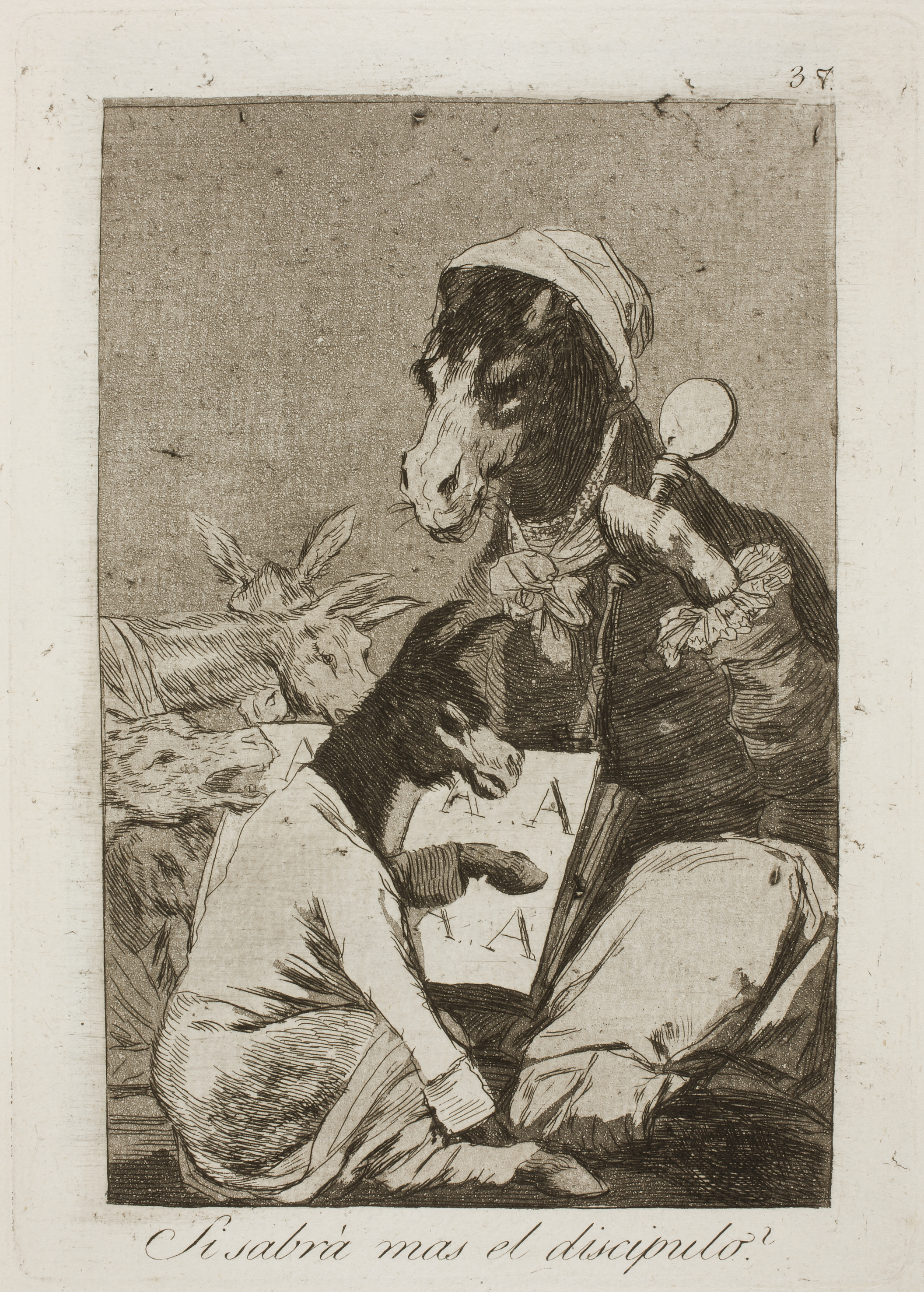
第37番「弟子のほうが物知りなのだろうか」
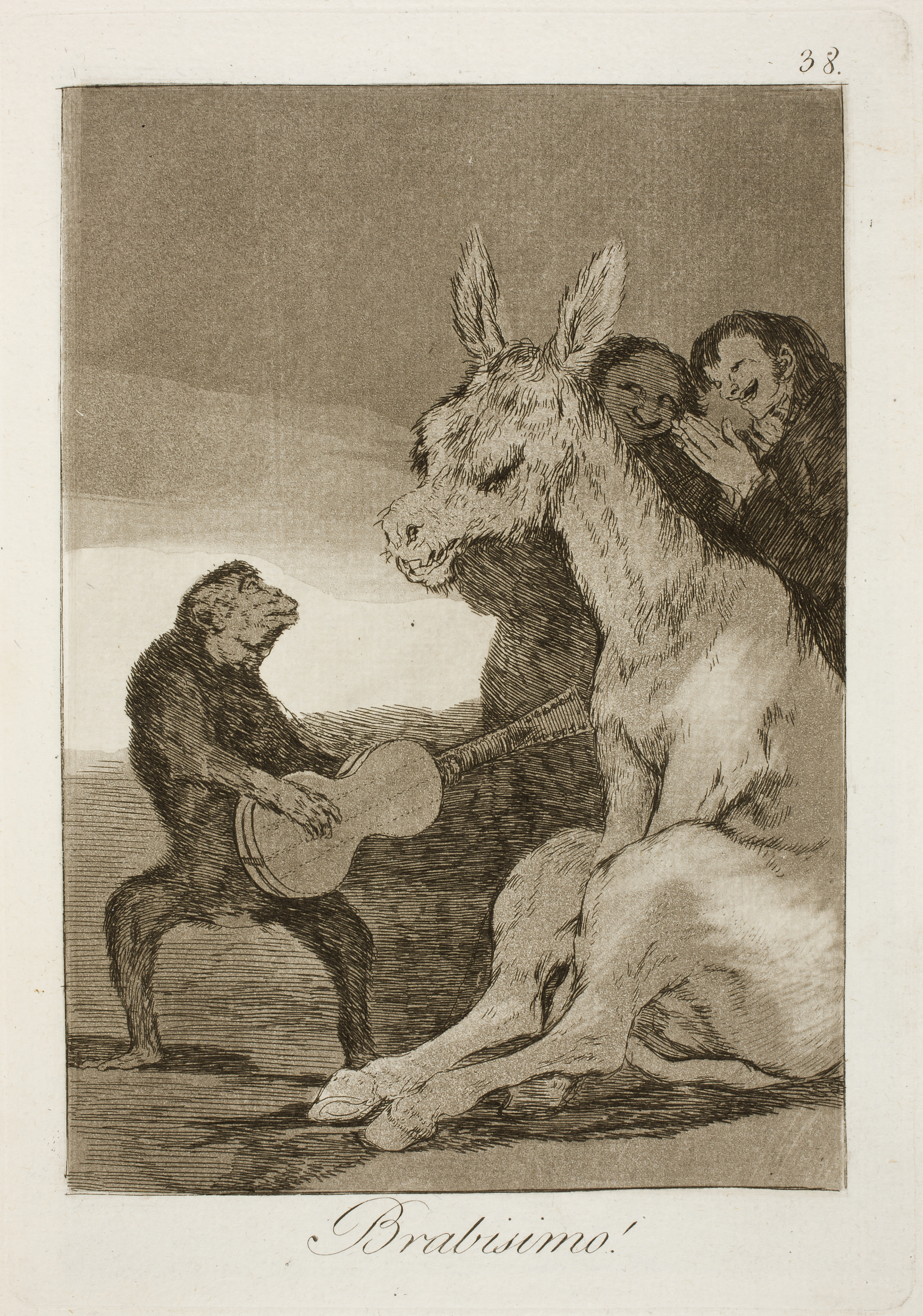
第38番「ブラボー」

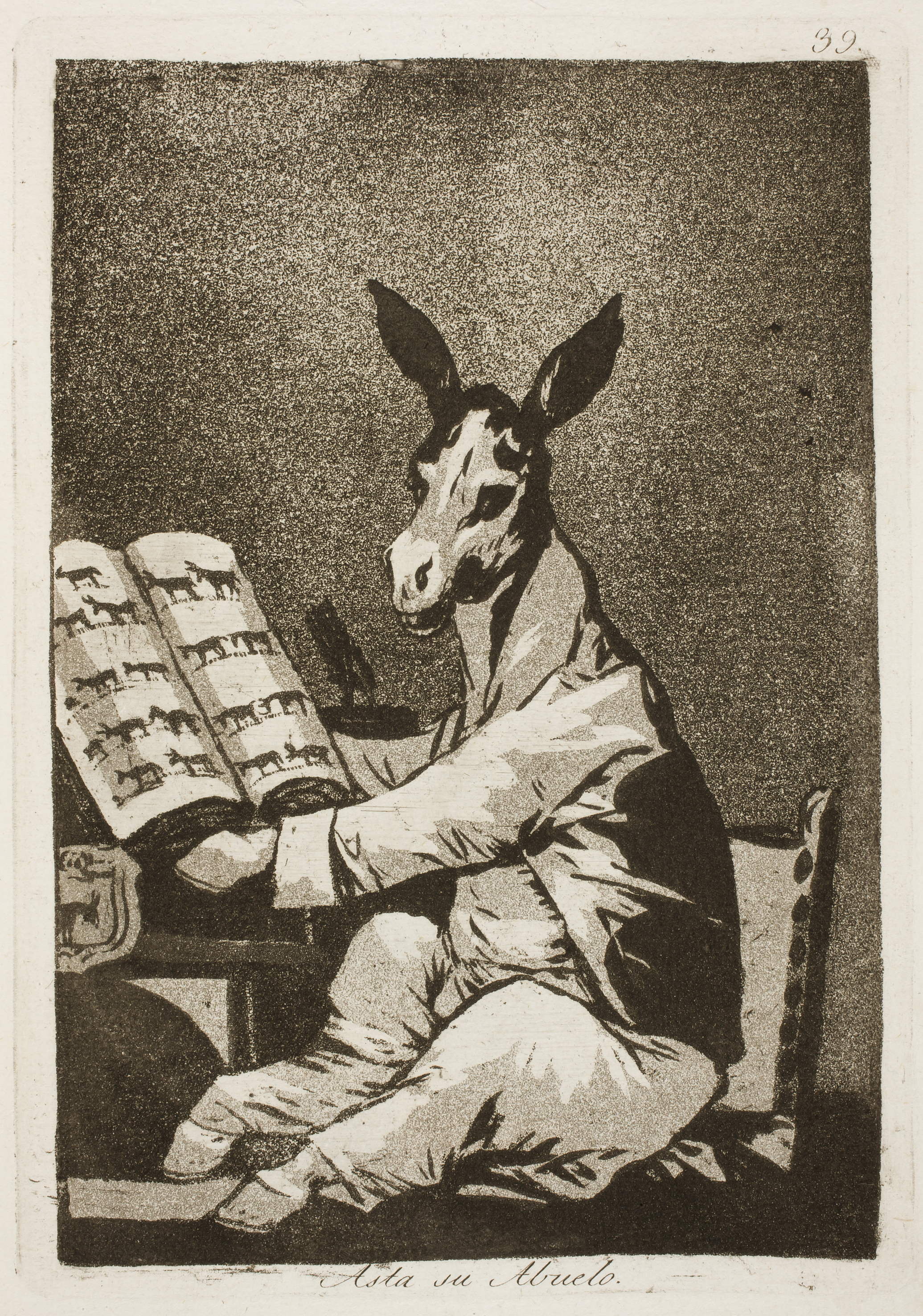
第39番「祖父の代までも」
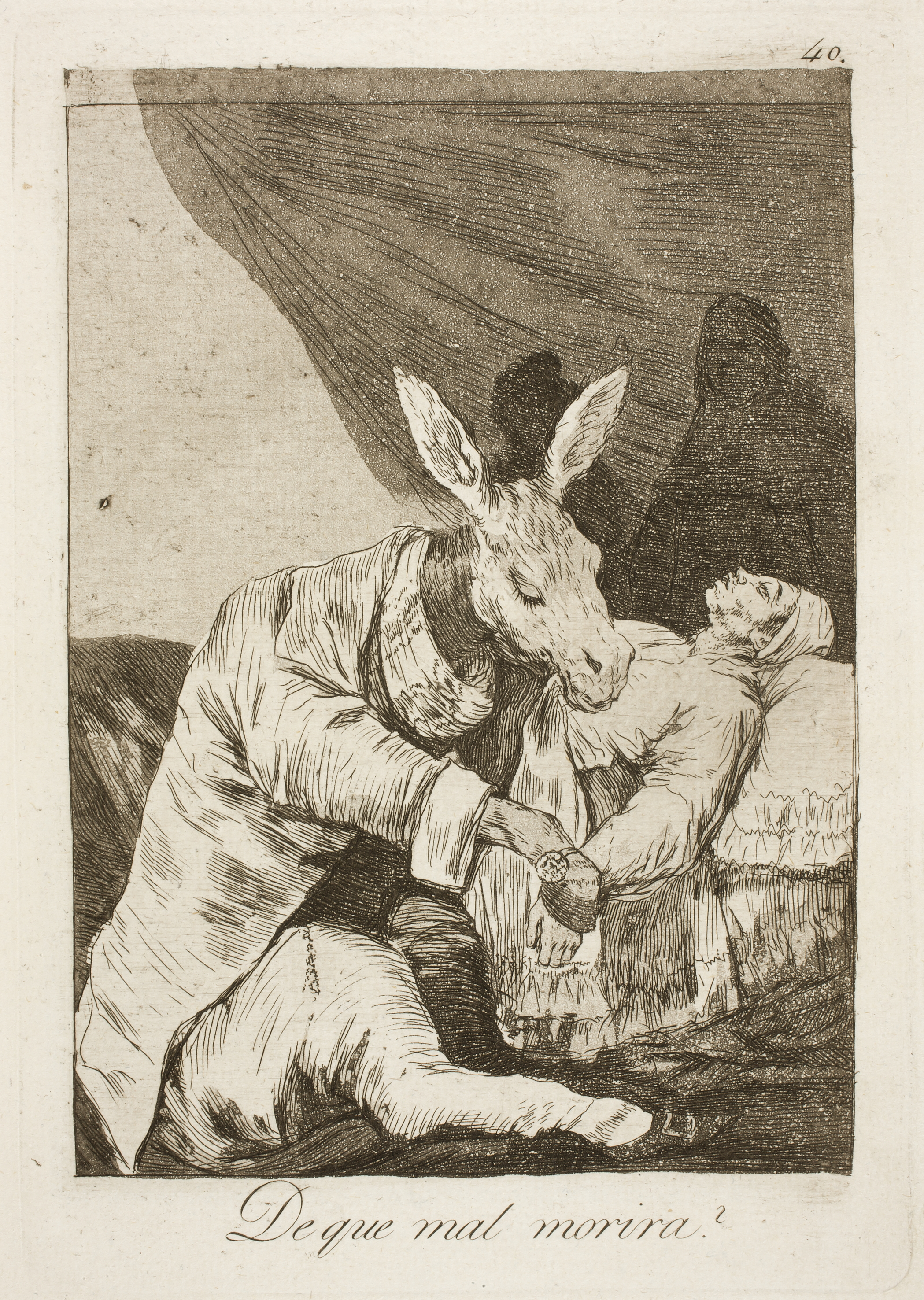
第40番「何の病気で死ぬのだろうか」
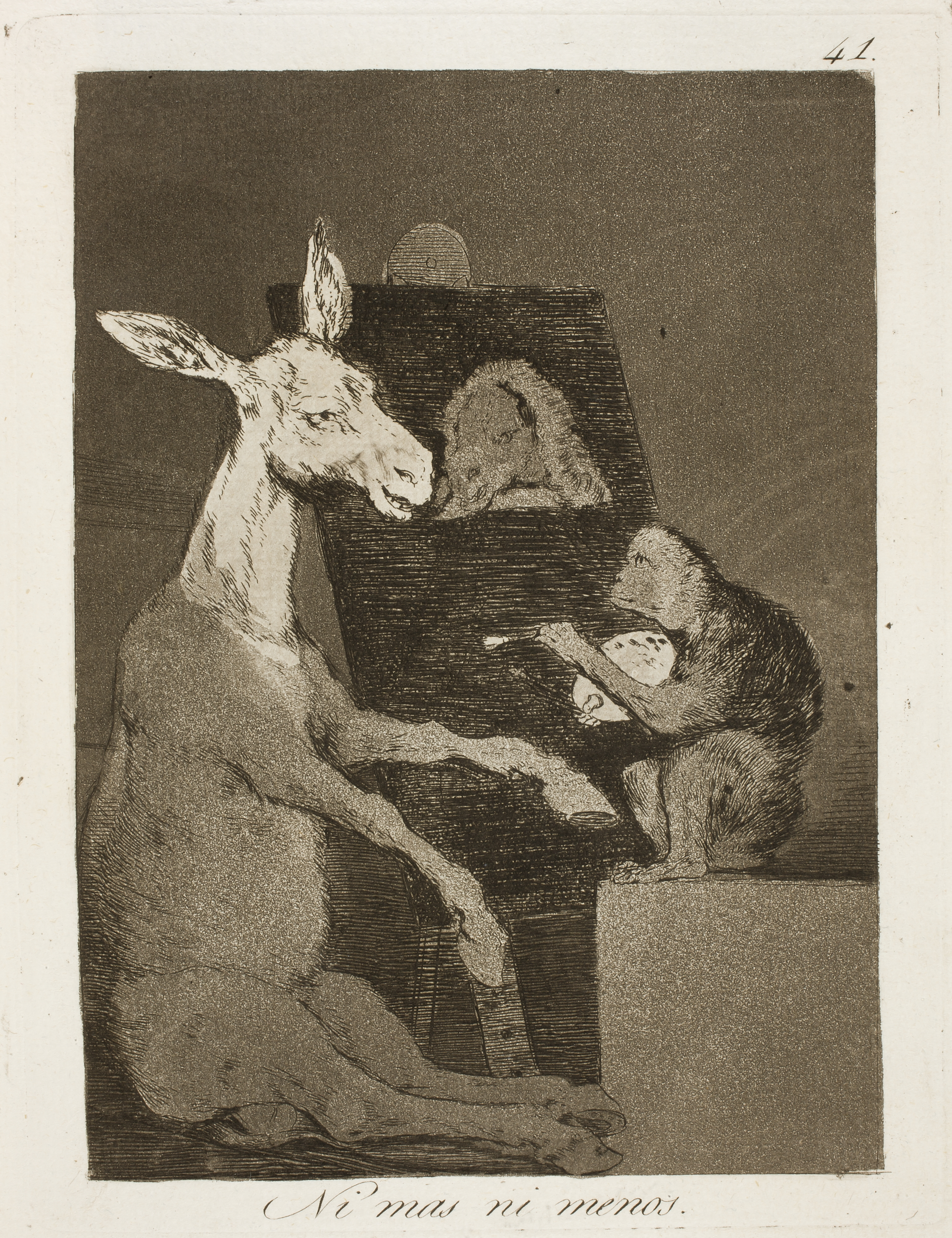
第41番「あるがままの姿に」